# Parigi-Camembert 1963
La Parigi-Camembert 1963, ventiquattresima edizione della corsa e valida come evento del circuito UCI categoria CB1.1, si svolse il 16 aprile 1963. Fu vinta dal francese Jacques Simon.

## Ordine d'arrivo (Top 10)
| Pos. | Corridore           | Squadra                  | Tempo |
| ---- | ------------------- | ------------------------ | ----- |
| 1    | Jacques Simon       | St.Raphaël-Gitane        |       |
| 2    | Seamus Elliott      | St.Raphaël-Gitane        |       |
| 3    | Christian Hamelin   | Gancia-Urago             |       |
| 4    | Albertus Geldermans | St.Raphaël-Gitane        |       |
| 5    | Camille Le Menn     | Bertin-Porter 39-Milremo |       |
| 6    | Jacques Bachelot    | Margnat-Paloma-Dunlop    |       |
| 7    | Gianni Marcarini    | Mercier-BP-Hutchinson    |       |
| 8    | Raymond Mastrotto   | Peugeot-BP               |       |
| 9    | François Le Her     | St.Raphaël-Gitane        |       |
| 10   | Jean Dupont         | Margnat-Paloma-Dunlop    |       |